# Arimundus
Arimundus ou Arimond, 12e évêque d’Uzès, épiscopat en 791.

## Chronologie
| 791. | Il assiste au concile de Narbonne. |